# Діброва (Львівський район)
Дібро́ва (до 1946 року - хутір Бернацька) —  село в Україні, у Жовківській міській громаді Львівського району Львівської області, орган місцевого самоврядування — Жовківська міська рада. Населення становить 60 осіб (станом на 2001 рік). Село розташоване на північному заході Львівського району, за 7,2 кілометра від центру громади.

## Географія
Село Діброва лежить за 7,2 км на північ від центру громади, фізична відстань до Києва — 448,2 км.
| Клімат Діброви          | Клімат Діброви | Клімат Діброви | Клімат Діброви | Клімат Діброви | Клімат Діброви | Клімат Діброви | Клімат Діброви | Клімат Діброви | Клімат Діброви | Клімат Діброви | Клімат Діброви | Клімат Діброви | Клімат Діброви |
| Показник                | Січ.           | Лют.           | Бер.           | Квіт.          | Трав.          | Черв.          | Лип.           | Серп.          | Вер.           | Жовт.          | Лист.          | Груд.          | Рік            |
| Середній максимум, °C   | −1,2           | 0,1            | 5,1            | 12,9           | 18,9           | 21,9           | 23,4           | 22,7           | 18,3           | 12,8           | 5,6            | 0,8            | 11,8           |
| Середня температура, °C | −3,8           | −2,4           | 1,8            | 8,4            | 13,7           | 16,7           | 18,1           | 17,3           | 13,4           | 8,5            | 2,8            | −1,5           | 7,8            |
| Середній мінімум, °C    | −6,4           | −4,8           | −1,4           | 3,9            | 8,5            | 11,5           | 12,8           | 12,0           | 8,6            | 4,2            | 0,1            | −3,7           | 3,8            |
| Норма опадів, мм        | 33             | 33             | 37             | 46             | 70             | 85             | 88             | 68             | 57             | 43             | 40             | 43             | 643            |
| ----------------------- | -------------- | -------------- | -------------- | -------------- | -------------- | -------------- | -------------- | -------------- | -------------- | -------------- | -------------- | -------------- | -------------- |
| Джерело:                |                |                |                |                |                |                |                |                |                |                |                |                |                |

## Історія
До 1940 року Діброва була присілком села Замочок, що в Жовківському повіті.
12 червня 2020 року, відповідно до розпорядження Кабінету Міністрів України № 718-р «Про визначення адміністративних центрів та затвердження територій територіальних громад Львівської області», село увійшло до складу Жовківської міської громади.
19 липня 2020 року, в результаті адміністративно-територіальної реформи та ліквідації Жовківського району, село увійшло до складу новоствореного Львівського району.

## Населення
Станом на 1989 рік у селі проживали 76 осіб, серед них — 38 чоловіків і 38 жінок.
За даними перепису населення 2001 року у селі проживали 60 осіб. Рідною мовою назвали:
| Мова       | Кількість осіб | Відсоток |
| ---------- | -------------- | -------- |
| українська | 60             | 100,00%  |